# Acitretin
Az acitretin (INN) hagyományos terápiával (helyi kezeléssel) nem gyógyítható bőrbetegségek elleni szer. Ilyen a pikkelysömör, a halpikkelybőrűség(en), a pitiriázis rubra piláris(en) nevű, a bőr elszarusodásával járó, ritka örökletes bőrbetegség és a follikuláris keratózis (Darier-kór(en)).
Bár az acitretinnek komoly mellékhatásai vannak, a szisztémás kezelést indokolja, hogy a pikkelysömör az esetek 10–14%-ában ízületi bántalmakkal és más betegségekkel is együtt jár, melyek gyakorisága a pikkelysömör súlyosságával együtt nő. Az acitretin más hasonló szerekkel (metotrexát, leflunomid(en)) ellentétben nem hat az ízületi gyulladásra.
Használata elsősorban kiterjedt bőrtünetekkel járó esetekben indokolt. Kombinálható helyi kezeléssel és fototerápiával(en).

## Hatásmódja
A pikkelysömör (pszoriázis) krónikus, kiújulásra hajlamos betegség, mely az ép bőrtől jól körülírtan elhatárolódik, ezüstösen hámlik és egy vagy több kiemelkedő, vörös plakkos elváltozás alkotja.
A pszoriázisos plakkokat a bőr sejtjeinek kórosan felgyorsult osztódása okozza. Ennek oka ismeretlen. Annyit tudni lehet, hogy a bőr, az immunrendszer és a erek endotel sejtjeinek hibás működése szerepet játszik.
Az acitretin a bőr legfelsőbb rétegét alkotó sejtek, a keratinociták szaporodását gátolja. Gátolja a fehérvérsejtek felhalmozódását a bőr alatti szövetekben, így gyulladáscsökkentő hatása is van.
Valószínűleg a bőrben levő speciális retinoid-receptorokra hat (retinoid X receptor(en), retinsav receptor(en)).

## Ellenjavallatok
Az acitretin a még meg nem született gyermeknél fejlődési rendellenességeket okoz, ezért a kezelés alatt, illetve a kezelés leállítása után még két évig hatékony fogamzásgátlásra és rendszeres terhességi vizsgálatokra van szükség. (Az acitretinből alkohol hatására etretinát(en) keletkezik, melyet rövid ideig gyógyszerként alkalmaztak pikkelysömör ellen, amíg ki nem derült a magzatkárosító hatása. Alkoholt a kezelés után még két hónapig nem szabad fogyasztani.)
Ugyanezen okból az acitretinnel kezelt beteg nem adhat vért a kezelés alatt és utána még évig (hiszen a vért várandós anya is kaphatja).
Acitretint szedő férfi ondójával egy közösülés során kb. 125 ng acitretin kerül a partner szervezetébe, ami a normál kezeléskor kapott adag 1/200.000-ed része. Bár megfelelő adatok nincsenek, valószínűleg ez nem jelent számottevő veszélyt.
A szer ellenjavallt szoptatás alatt is. Gyermeket sem szabad acitretinnel kezelni, hacsak az orvos másképp nem dönt.
Az acitretin növeli a vérzsír szintjét, ezért ellenjavallt olyan betegeknél, akiknek magas vérzsírszintjük. Ugyancsak a vérzsírszint miatt (és várandós nőknél a magzatkárosító hatás miatt, lásd feljebb) a kezelés alatt nem szabad alkoholt fogyasztani.
Ellenjavallt a szer súlyos máj- vagy vesebetegség esetén. Ellenjavallt a szert együtt szedni A-vitaminnal vagy annak származékával, a tetraciklinek közé tartozó antibiotikummal és metotrexáttal.
A kezelés alatt nem szabad kontaktlencsét viselni, mert a szer gyakori mellékhatása a száraz szem, mely kötőhártyagyulladást okoz.

## Mellékhatások
Gyakori (1–10% arányban előforduló) mellékhatás a bőr és a nyálkahártyák kiszáradása, mely szájszárazságot, orrvérzést, kötőhártyagyulladást, sérülékeny bőrt, törékeny körmöket, a haj minőségének változását okozhatja. A bőrön és az orr belsejében a vazelin eredményes e mellékhatások ellen.
Megerőltető izommunka esetén gyakori az ízületi fájdalom.
Gyakran előfordul a kéz, boka, lábfej duzzanata.
Ritkább, de súlyosabb mellékhatások:
- Módosíthatja a cukorbetegek vércukorszintjét.
- Növelheti a vérzsír szintjét. Szükség lehet zsírszegény diétára.
- A szív- és érrendszeri betegségeket gyakrabban kell ellenőrizni.
- Koponyaűri túlnyomást okozhat, mely erős fejfájással, hányingerrel, látászavarokkal jár. Ha jelentkeznek, a tüneteket azonnal ki kell vizsgálni.
- Felerősítheti a bőr érzékenységét az UV-sugárzásra, ezért kvarclámpát nem szabad használni, napozni pedig csak erős (legalább 15 faktoros) napvédő krémmel szabad a kezelés során.
- Csontritkulást okozhat.
- A májműködés megváltozhatik.

## Adagolása
A kezdő adag általában napi egyszeri 25 mg, amit fokozatosan legfeljebb 100 mg-ig lehet növelni. A szert étellel együtt célszerű bevenni.
A kezelés elején néha a beteg állapota romlik. A hatásosság 12–16 hét után ítélhető meg. Bizonyos esetekben hosszú távú kezelés szükséges, máskor a kezelések között hosszabb szüneteket lehet hagyni.

## Kémiai/fizikai tulajdonságok
Az acitretin sárga vagy zöldessárga, kristályos por. Vízben gyakorlatilag nem, tetrahidrofuránban mérsékelten, acetonban és 96%-os etanolban kevéssé, ciklohexánban alig oldódik.
Az anyag – különösen oldatban – levegőre, hőre és fényre érzékeny és polimorfiára hajlamos.

## Készítmények
Magyarországon:
- NEOTIGASON 10 mg kemény kapszula
- NEOTIGASON 25 mg kemény kapszula

Nemzetközi forgalomban a fentieken felül:
- Aceret
- Acetec
- Acitrin
- Soriatane